# Dovhe, Cernihivka
Dovhe (în ucraineană Довге, în germană Sparrau) este un sat în comuna Prostore din raionul Cernihivka, regiunea Zaporijjea, Ucraina. Satul a fost locuit de germanii pontici.   

## Demografie
Componența lingvistică a localității Dovhe
     Ucraineană (96,67%)
     Rusă (3,33%)
Conform recensământului din 2001, majoritatea populației localității Dovhe era vorbitoare de ucraineană (96,67%), existând în minoritate și vorbitori de rusă (3,33%).